# Kanzel (Grassau)

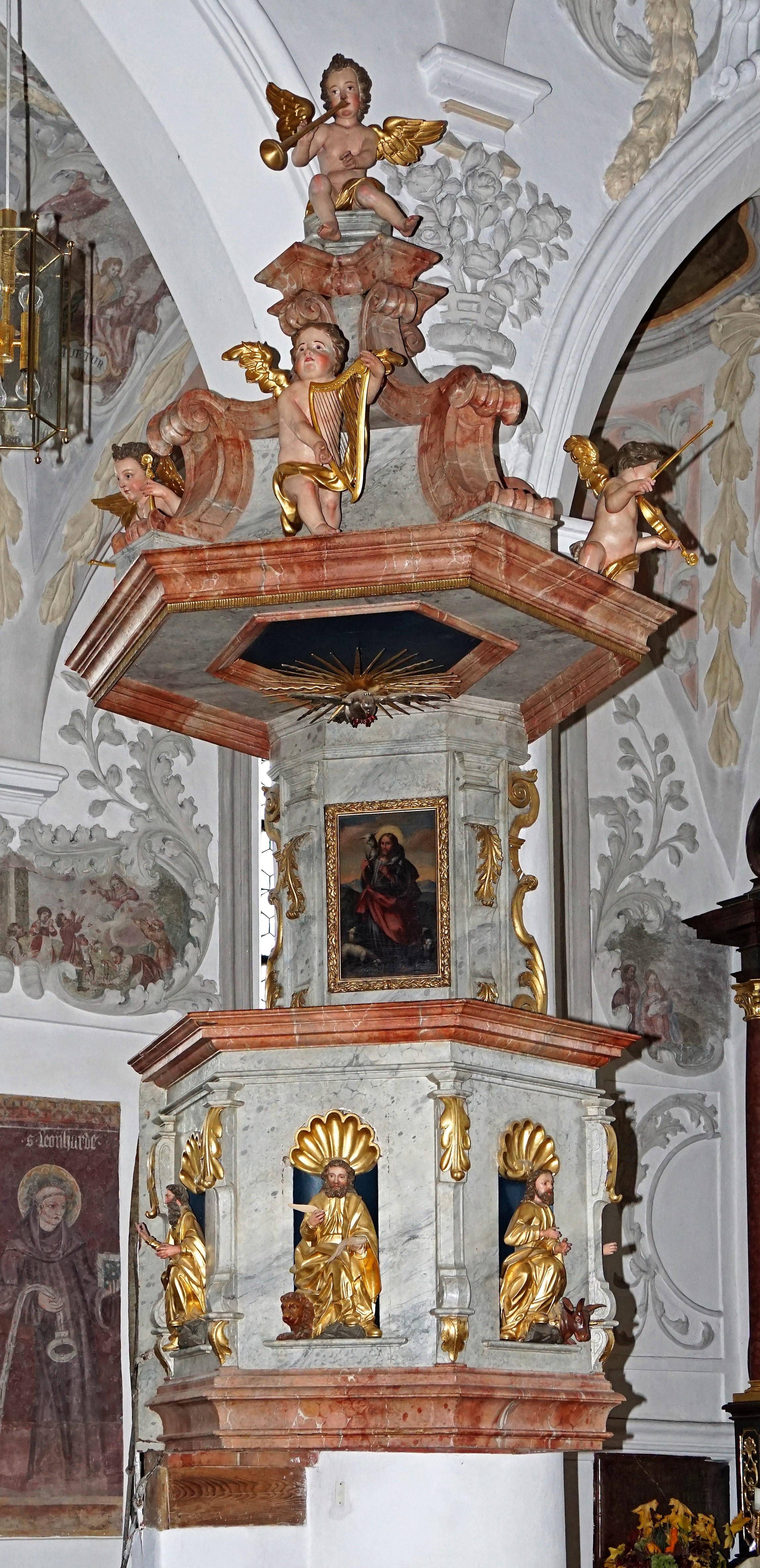
Kanzel in Grassau

Die Kanzel in der katholischen Pfarrkirche Mariä Himmelfahrt in Grassau, einer Gemeinde im Landkreis Traunstein im Oberbayern, wurde 1654 geschaffen. Die Kanzel ist als Teil der Kirchenausstattung ein geschütztes Baudenkmal.
Die hölzerne Kanzel erfuhr eine rokokozeitliche Überformung. Die vier Skulpturen der Evangelisten am Kanzelkorb wurden von Melchior Hofmayr geschaffen.
Der sechseckige Schalldeckel mit Voluten und Gesims wird von vier musizierenden Engelsputten bekrönt.
An der Kanzelrückwand ist ein Ölbild des Guten Hirten zu sehen.